# Голубянка Панопа
Голубянка Панопа (лат. Pseudophilotes panope) — вид бабочек из семейства голубянки.

## Этимология названия
Панопа (греческая мифология) — морская нимфа, сестра Фетиды («всевидящая»).

## Описание
Маленькая дневная бабочка. Длина переднего крыла 11 — 14 мм.

## Ареал и места обитания
Эндемик Северо-западного Казахстана (Атырауская область) — нижнее течение реки Урал. Был описан из окрестностей озера Индер. Впоследствии вид не находили почти полтора века, и лишь в конце 1990-х годов были совершены единичные находки бабочек из Северо-западного Казахстана. Первоначально вид был обнаружен А. Бутлеровым и приводился под названием Lycaena panoptes для «Индырска». В связи с существованием таксона panoptes Hubner, 1813, вид был переописан Эдуардом Эверсманном в 1851 году на основании трех экземпляров. В 2004 году вид был найден в различных точках Атырауской области, на плато Актолагай и у горы Иман-Кара в междуречье Эмбы и Сагиза.
Бабочки населяют злаково-полынные солончаковые полупустыни и пустоши с участками злаков и цветущих крестоцветных. В возвышенных районах вид населяет степные и полупустынные участки с выходами меловых отложений, меловые плато, степные меловые долины. На плато Актолагай встречается до высоты 240 метров над уровнем моря.

## Биология
За год развивается одно поколение. Лёт наблюдается с середины апреля по самое начало июня. Бабочки летают быстро и низко над землей. Присаживаются на цветущие астрагалы и засоленную почву. Яйца откладываются самками на чашечки цветков астрагала. На чашечке одного цветка от 2 до 10 яиц. Гусеницы появляются к середине мая. Питается на семенах. Мирмекофилы — часто сопровождается муравьями. Зимует куколка.